# Monreal de Ariza
Monreal de Ariza (aragónul Mont-reyal de Fariza) település Spanyolországban,  Zaragoza tartományban. Monreal de Ariza Alconchel de Ariza, Torrehermosa, Santa María de Huerta, Monteagudo de las Vicarías, Pozuel de Ariza, Ariza és Cabolafuente községekkel határos. Lakosainak száma 173 fő (2024).

## Népesség
A település népessége az utóbbi években az alábbiak szerint változott:
| Lakosok száma | 289  | 257  | 220  | 197  | 226  | 233  | 208  | 200  | 193  | 173  |
|               | 2001 | 2004 | 2007 | 2009 | 2012 | 2014 | 2017 | 2019 | 2022 | 2024 |